# Newmarket, New Hampshire
Newmarket är en kommun (town) i Rockingham County i delstaten New Hampshire, USA, Vid folkräkningen år 2010 bodde 8 936 personer på orten. Den har enligt United States Census Bureau en area på totalt 36,7 km² varav 4,2 km² är vatten.   